# サンペドロ・サンパウロ群島
座標: 北緯00度55分1秒 西経29度20分7秒 / 北緯0.91694度 西経29.33528度

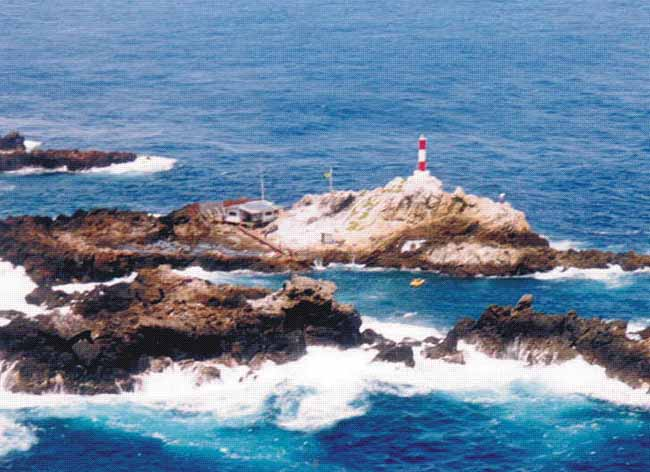
サンペドロ・サンパウロ岩礁の科学研究ステーション。画像はブラジル連邦政府海洋資源庁による

サンペドロ・サンパウロ群島（Arquipélago de São Pedro e São Paulo、アルキペラゴ・デ・サンペドロ・イ・サンパウロ)は、大西洋赤道海域の中央部にあるブラジル領の小さな岩礁群である。東北ブラジルのナタール（Natal, ナターウと発音する）の東北東1,010km、北緯00度55.1分、西経29度20.7分にあり、5つの島と無数の岩礁からなる。行政上はペルナンブーコ州に属する。
ブラジル連邦共和国はこの岩礁を領土であると宣言し、そこから200マイルの排他的経済水域を主張するため、公式には「群島」と呼んでいる。しかし岩石が露出し、森林も飲料水もない。最大のベウモンチ(Belmonte)島でも長さ180m、幅50mしかない。総面積は13平方メートル、最高点はノルデスチ島(Nordeste)の21mである。そのため地元漁民は「岩礁」(rochedo ホシェード, penedo ペネード)と呼んでいる。
赤道地域の大西洋中央海嶺を横切るサンパウロトランスフォーム断層帯(falha transformante de São Paulo, Saint Paul Transform Fault System)付近に存在する長さ100km、幅20km、高さ3,800mの切り立った板状の海底地形の峰の頂上に位置する。この峰は首を東に向けたブラキオサウルスの背中に似ており、サンペドロ・サンパウロ橄欖岩海底峰(Saint Peter Saint Paulo Peridotite Ridge, cadeia peridtítica de São Pedro e São Paulo)とよばれる。この海底峰は主として蛇紋岩化したマントルの橄欖岩でできており、例外的に海洋地殻に覆われていない。サンペドロ・サンパウロ群島は深海底マントルを構成する蛇紋岩化した超塩基性岩が海面上に露出する大西洋で唯一の地点である。
橄欖岩海底峰南部のマントル橄欖岩は変形を受けておらず、東方約150kmにある海嶺セグメントで中新世にメガマリオンとして海底に出現したと考えられる。他方、サンペドロ・サンパウロ群島を含む橄欖岩海底峰北部は激しく塑性変形したマイロナイト橄欖岩で形成されており、マントル橄欖岩はかつてのトランスフォーム断層の一部と考えられている(Sichel et al., 2013; Campos et al., 2013)。両領域の境目にはグラーベン（複数の正断層で区切られた谷）が存在する(Hekinian et al., 2000)。
橄欖岩海底峰は世界的に見ても特異な地形であり、伸張型テクトニズム（地殻、マントルの変動）と右ずれ断層が卓越するサンパウロトランスフォーム断層帯にはありそうもない圧縮型のテクトニズムによって形成された地形である。このトランスフォーム断層の一部は海洋プレートの相対運動と平行ではなく斜交する部分がある。そこでは東西方向の断層の右ずれに伴って南北方向の圧縮応力が発生する。これによるプレッシャーリッジがサンペドロ・サンパウロ橄欖岩海底峰である。トランスフォーム断層の斜交部分は、800万年前に発生した北端の海嶺セグメントの発生によって作られた (Motoki, K., 2013)。
南北圧縮によって南部の古いメガマリオンと北部のかつてのトランスフォームフォールトを形成していた2種類の起源の異なる海洋マントルが同時に変形、高速隆起している(Sichel et al., 2013; Campos et al., 2013)。上昇は約800万年前から始まり現在も加速進行中である。過去6,000年間の年間上昇率は海水に対して1.5mmでブラジルでは最も激しい構造運動である（Motoki, A. et al., 2009; Campos et al., 2010）。現在そのメカニズムが解明されつつある。
1998年にブラジルの科学研究ステーションが建設され、以後常時四人の生物学者や地質学者などの研究者が交代制で常駐している。全島が環境保全地帯に指定されている。島は鳥類の繁殖の場となっている。マグロの回遊経路にあたり、鯖も取れるため、周辺では漁業が盛ん。

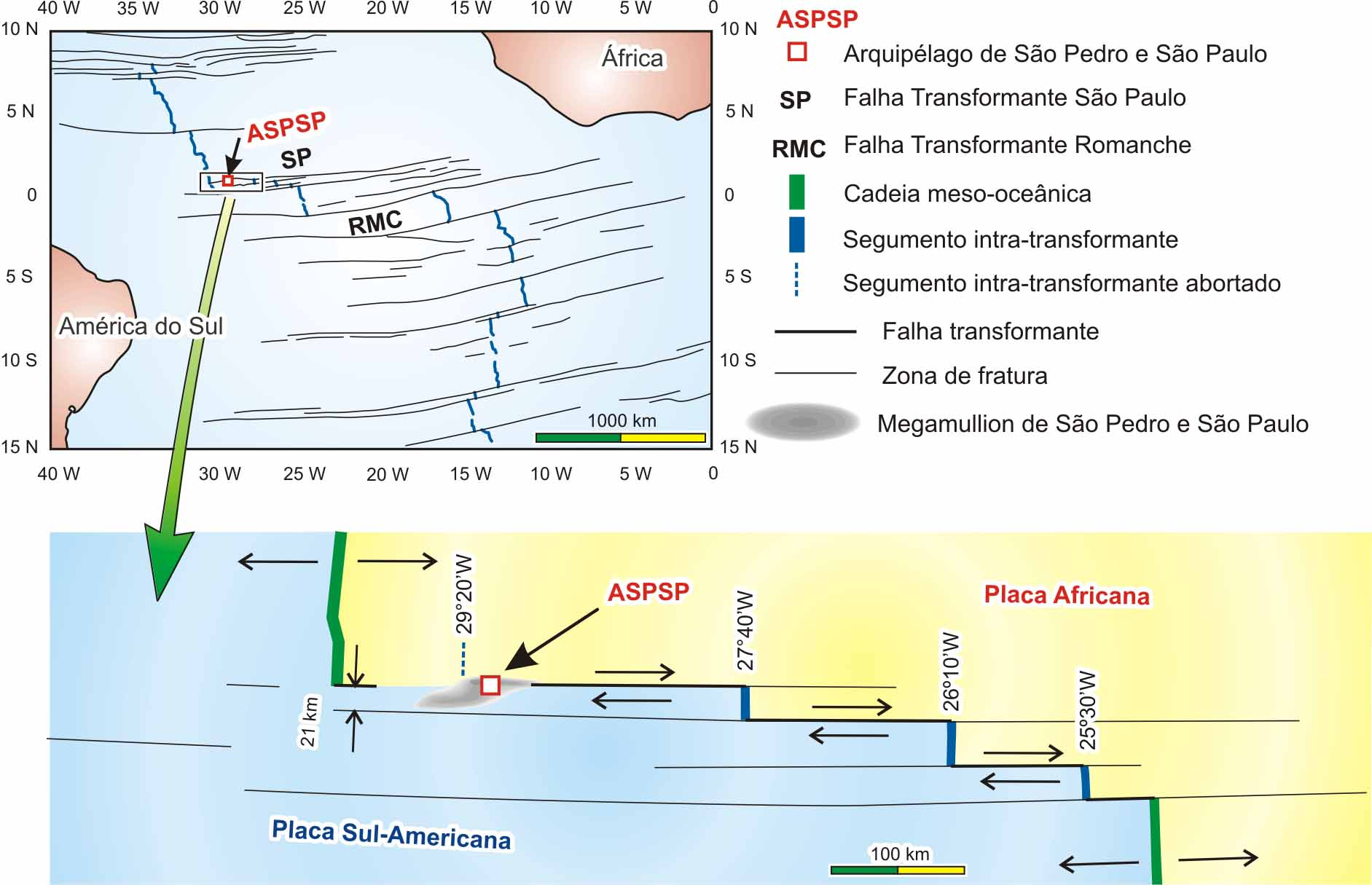
サンペドロ・サンパウロ群島(ASPSP)の位置、Sichel et al. (2008)による。

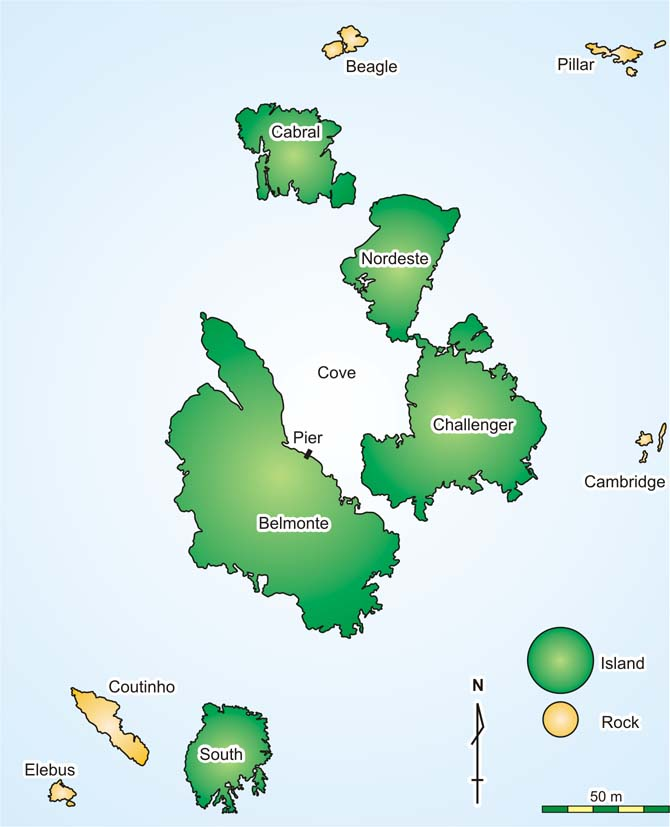
サンペドロ・サンパウロ群島の地図、Sichel et al. (2008)による。

## 文献
Campos, T.F.C., Bezerra, F.H.R., Srivastava, N.K., Vieira, M.M., Vita-Finzi, C., 2010. Holocene tectonic uplift of the St Peter and St Paul Rocks (Equatorial Atlantic), consistent with emplacement by extrusion. Marine Geology, 271, 177-186.
Campos, T.F.C., Motoki, A., Motoki, K.F., Sichel, S.E., Vargas, T., Szatmari, P., 2013. Tectonic fracture system of the Saint Peter and Saint Paul Rock, Equatorial Atlantic Ocean, and its relation to the north-south compression and active uplift tectonism. Geofísica Internacional, Cuidad del Mexico. (in press)
Hekinian, R., Juteau, T., Gracia, E., Udintsev, G., Sichler, B., Sichel, S.E., Apprioual, R., 2000. Submersible observations of Equatorial Atlantic Mantle: The St. Paul Fracture Zone region. Marine Geophysical Research, 21, 529-560.
Motoki, A., Sichel, S.E., Campos, T.F.C., Srivastava, N.K., Soares, R.S., 2009. Taxa de soerguimento atual do Arquipélago de São Pedro e São Paulo, Oceano Atlântico Equatorial. REM-Revista Escola de Minas, 62-3. 331-342. 
Motoki, K.F., Motoki, A., Sichel, S.E., 2013. Gravimetric structure for the abyssal mantle exhumation massif of Saint Peter and Saint Paul Peridotite Ridge, Equatorial Atlantic Ocean, and its relation to the active uplift driving force. Anais da Academia Brasileira de Ciênicas. (in press)
Sichel, S.E., Motoki, A., Campos, T.F.C., Angel-Amaya, J., Vargas, T., Maia, M., Baptista Neto, J.A., Koga, M.S., Motoki, K.F., Simões, L.S.A., Gorini, M.A., Szatmari, P., 2013. Origem e caracterização das rochas mantélicas do Arquipélago de São Pedro e São Paulo, Oceano Atlântico Equatorial, Boletim de Geociências da Petrobras. (in press)